# Killing Floor 2
Killing Floor 2 ist ein Computerspiel, das von Tripwire Interactive entwickelt wurde. Es ist der Nachfolger von Killing Floor aus dem Jahr 2009. Als Early-Access-Titel ist es seit April 2015 auf Steam verfügbar. Es wurde im November 2016 für Windows und PlayStation 4 und im August 2017 für Xbox One veröffentlicht.
Im Rahmen der Gamescom 2023 wurde der Nachfolger Killing Floor 3 für PC, PlayStation 5 und Xbox Series angekündigt.

## Handlung
Killing Floor 2 ist ein Ego-Shooter, der im Einzelspieler- und Mehrspielermodus mit bis zu 6 Spielern gespielt werden kann. Das Spiel basiert auf den Ereignissen von Killing Floor, in dem Europa von bei der Biotechnologiefirma Horzine erschaffenen Zeds (zombieartige Kreaturen) überrannt wurde. Bei Killing Floor 2, das einen Monat nach dem ersten Teil spielt, hat sich der Ausbruch über Europas Grenzen hinaus ausgebreitet.

## Spielprinzip
Das Spielprinzip besteht darin, dass die Spieler Wellen von Zeds bekämpfen. Nach Abschluss jeder Welle, wie auch durch die Anzahl der Mitspieler, erhöht sich die Menge und die Vielfalt der Zeds. Die abschließende Welle besteht in einem Bosskampf. Die Art des Bosses wird zufällig beim Start der letzten Welle festgelegt, wobei jeder Boss eine unterschiedliche Strategie erfordert. Die Spieler sind mit Nah- und Fernkampfwaffen, einer Impfpistole zur Heilung und einem Handschweißgerät zum Verbarrikadieren von Türen ausgerüstet. Zufällige Waffen, Munition und Rüstung können auf der Karte gefunden werden, wobei nur eine begrenzte Menge von Ausrüstung getragen werden kann.
Durch das Besiegen von Zeds erhält der Spieler Geld und Erfahrungspunkte. Bestimmte Formen von Eliminierungen der Zeds, wie zum Beispiel Kopfschüsse, versetzen das Spiel in die sogenannte „Zed-Time“, wobei alle Spielaktionen für ein paar Sekunden verlangsamt sind. Der Spieler kann durch die verschiedenen Zeds Lebenspunkte verlieren, welche durch die Benutzung der eigenen Impfpistole wieder hergestellt werden können oder auch indem ein anderer Spieler seine eigene Impfpistole beim verwundeten Spieler einsetzt, sowie durch verschiedene andere Heilgegenstände. Sobald der Spieler keine Lebenspunkte mehr hat, stirbt er und wird erst zum Ende der aktuellen Welle wiedergeboren. Sobald alle Spieler gleichzeitig tot sind, gilt die Mission als gescheitert. Spieler erhalten Bonusgeld für das Überleben einer Welle, welches zwischen den Wellen in einem Shop ausgegeben werden kann, um Rüstung, Munition und Waffen zu kaufen. Bei einem Spiel kann der Schwierigkeitsgrad sowie die Anzahl der Wellen vor dem Bosskampf eingestellt werden.
Der Spieler kann zwischen zehn verschiedenen Klassen, zum Beispiel Sanitäter, Commando oder Scharfschütze, wählen, die verschiedene Fähigkeiten haben. Diese Fähigkeiten sind zum Beispiel verbesserte Heilung anderer Spieler, erhöhter Schaden mit bestimmten Waffentypen oder das schnellere Verschweißen von Türen. Für klassenrelevante Aktionen, zum Beispiel für den Sanitäter das Heilen von Spielern, gewinnt der Spieler für diese Klasse Erfahrungspunkte. Die gewonnenen Erfahrungspunkte bleiben auch nach Missionen bestehen. Wenn ein Spieler einen anderen Spieler heilt, erhält er für seine Sanitäter-Klasse Erfahrungspunkte, selbst wenn er gerade eine andere Klasse spielt. Die meisten Erfahrungspunkte werden durch die klassenspezifischen Waffen verdient, zum Beispiel Schrotflinten für die Klasse „Support“. Mit jedem erreichten Level verbessern sich die Klassen-Boni, zum Beispiel 3 % Schweißgeschwindigkeit pro Level beim „Support“. Alle fünf Level kann der Spieler eine von zwei verschiedenen Fähigkeiten auswählen, zum Beispiel beim Commando schnelleres Nachladen oder erhöhte Magazinkapazität.
Durch einen Patch im April 2016 wurde ein weiterer Spielmodus hinzugefügt, bei dem zwei Teams gegeneinander spielen. Dabei steuert ein Team die Zeds, während das andere Team die Zeds besiegen muss. Spieler, die die Zeds steuern, können deren Fähigkeiten verwenden, zum Beispiel beim „Clot“ das Festhalten eines Spielers.

## Entwicklung
Killing Floor 2 wurde von Tripwire Interactive auf Basis einer stark veränderten Unreal Engine 3 entwickelt. Die Entwickler erwogen, die Unreal Engine 4 zu verwenden, entschieden sich jedoch dagegen, da sie den erzielten Entwicklungsfortschritt nicht aufgeben und das Spiel auch auf Low-End Computern spielbar machen wollten.
Tripwire Interactive verwendete Motion-Capture-Technologie, um die Animationen von Zeds und Waffen in der Ego- und Dritten Personenperspektive zu erzeugen.
Das Spiel wurde am 18. November 2016 für Windows und PlayStation 4 veröffentlicht.

## Musik
Der Soundtrack für Killing Floor 2 wurde am 21. April 2015 von Solid State Records veröffentlicht. Er enthält Eigenkompositionen von zYnthetic, wie auch Metalstücke von verschiedenen Künstlern.
Jørn Tillnes von Soundtrack Geek gab dem Soundtrack eine Wertung von 9/10.

## Rezeption
Laut Metacritic erhielt Killing Floor 2 überwiegend positive Bewertungen (PC: 75 %, PS4: 75 %). Wie auch beim Vorgänger Killing Floor gab es negatives Feedback für das Fehlen einer Handlung, die geringe Anzahl von Karten und das repetitive Gameplay.
Zusammen mit dem 2009 veröffentlichten ersten Teil Killing Floor und dem 2017 erschienenen Virtual-Reality-Ableger Killing Floor Incursion hat die Killing-Floor-Reihe bis Mai 2019 fast 10 Millionen Exemplare abgesetzt, wurde von 15 Millionen Spielern gespielt und hat über 100 Millionen US-Dollar Umsatz generiert.